# Taponnat-Fleurignac
Taponnat-Fleurignac település Franciaországban, Charente megyében. Lakosainak száma 1530 fő (2022. január 1.). Taponnat-Fleurignac Chasseneuil-sur-Bonnieure, Marillac-le-Franc, Les Pins, Rivières, Saint-Adjutory, Yvrac-et-Malleyrand és La Rochefoucauld-en-Angoumois községekkel határos.

## Népesség
A település népessége az elmúlt években az alábbi módon változott:
| Lakosok száma | 890  | 1055 | 1175 | 1396 | 1562 | 1541 | 1504 | 1486 | 1477 | 1530 |
|               | 1968 | 1982 | 1990 | 2006 | 2013 | 2015 | 2017 | 2019 | 2020 | 2022 |